# Hortobágy (paese)
Hortobágy è un comune dell'Ungheria di 1.671 abitanti (dati 2001). È situato nella contea di Hajdú-Bihar.